# Oceano Bridge River

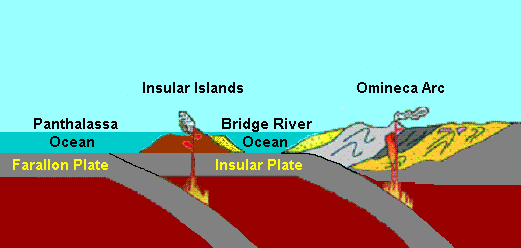
L'oceano Bridge River era compreso tra l'America del Nord e le Isole Insulari, nel corso del Paleozoico.

L'oceano Bridge River era un oceano storico che è esistito tra il Nord America e le Isole Insulari durante il Paleozoico.
Deriva il suo nome dal Bridge River, un fiume che scorre nella provincia canadese della Columbia Britannica, circa 160 km a nord della città di Vancouver.
Come il più antico oceano Slide Mountain, anche l'oceano Bridge River aveva una zona di subduzione del fondale marino chiamata Fossa Insulare. La chiusura dell'oceano Bridge River avvenne circa 115 milioni di anni fa, verso la metà del Cretacico.